# Julius Paul Schmidt-Felling

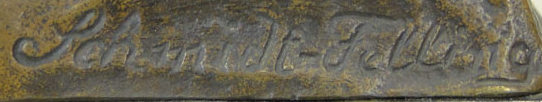
Signatur von Julius Paul Schmidt-Felling

Julius Paul Schmidt-Felling (* 1835 in Berlin, Königreich Preußen; † 1920 in Deutschland) war ein deutscher Bildhauer.

## Leben und Werk

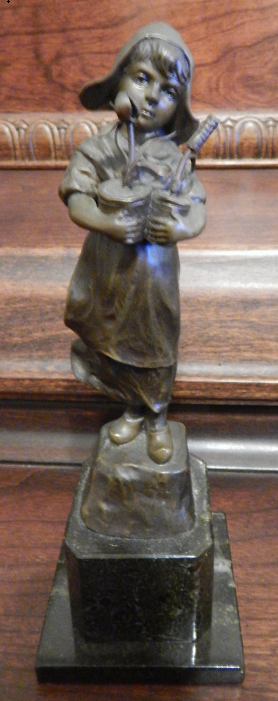
Bronzeskulptur eines Mädchens mit Blumen, entstanden um 1890.

Obwohl Schmidt-Felling über 60 Jahre künstlerisch tätig war, ist in der Literatur nur wenig über sein Leben bekannt. Der Bildhauer war vor allem für seine bronzenen Jugendstilfiguren bekannt, die eine Vielzahl von Themen bedienten, darunter Sportler, mythologische Krieger, Akte, Arbeiter und spielende Kinder. Zahlreiche seiner Arbeiten  wurden von der Berliner Kunstgießerei Gladenbeck handwerklich umgesetzt, andere von der kleinen Gießerei Robert Kionsek. Während der Zeit des frühen Art déco nahm Schmidt-Felling die zeittypische chryselephantine Technik in sein Werk auf und arbeitete so auch mit Elfenbein.
Eine Auswahl seiner Werke trug folgende Titel:
- Bis früh um fünfe, nach 1905
- Alexander der Große
- Lampenfuß mit Johann Wolfgang von Goethe bei einer Rast auf einer Bank, 1900–1910
- Krieger zu Pferd
- Elefantenherde mit sechs Tieren
- Nackter Sklave mit gefesselten Händen
- Krieger mit Lanze
- Amazone (Halbakt) mit Lanze und Schild zu Pferd
- Panther, 1910
- Putto reitet auf einem Bären
- Griechischer Krieger zu Pferd, 1904
- Boxer, 1906
- Metallarbeiter
- Hirtin und ihre Schafe
- Mädchen mit zwei Körben, 1920
- Victor auf der Jagd, 1920
- Schmied
- Dante
- Zwei Eulen
- Bauer mit Pflug beim Säen
- Fischerjunge
- Nackte Frau mit Ball
- Diskuswerfer von Myron
- Der Sieg des Jägers
- Gladiator mit Schwert
- Der junge Armbrustschütze
- Kugelstoßer
- Römischer Wächter